# 볼리비아큰귀쥐
볼리비아큰귀쥐(Auliscomys boliviensis)는 비단털쥐과에 속하는 설치류이다. 볼리비아와 칠레, 페루에서 발견된다.